# Jean-Démosthène Dugourc
Jean-Démosthène Dugourc (Versalles, 1749 – París, 1825) fue un arquitecto y decorador francés. Uno de los más notorios artistas de su época, trabajó sucesivamente al servicio de Luis XVI de Francia, Carlos IV de España y Luis XVIII de Francia. Fue cuñado de otro destacado arquitecto y decorador, François-Joseph Bélanger.

## Vida
Jean-Démosthène Dugourc se crio en la corte de Versalles donde su padre trabajaba como controlador ordinario del Duque de Orléans. Desde niño destacó por su excepcional inteligencia. A los 8 años dominaba la arquitectura, la geometría y la perspectiva, y a los 12 comenzó a estudiar retórica en el Colegio de Juilly. 
Debido a esta precocidad, fue compañero de estudios del primogénito del Duque de Orléans, el Duque de Chartres, bajo la tutela de maestros, Daubenton, Foncemagne y los abates Nollet y Barthélemy.
A los 15 años pasó al servicio del embajador francés ante la Santa Sede, el Conde de Cani, en calidad de secretario. Es posible que allí conociera al célebre helenista Johann Joachim Winckelmann. 
La muerte de su madre le obligó a retornar a Francia. La fortuna familiar se esfumó como resultado de un pleito, por lo que Dugourc convirtió su pasión por las bellas artes en medio de vida. En 1780 se convirtió en arquitecto y diseñador del Conde de Provenza, el futuro Luis XVIII. En 1781 recibió del Rey de Suecia, el encargo de diseñar los decorados y vestuarios para seis óperas para el nuevo teatro de la ópera de Estocolmo. En 1782 el zarevich Pablo, de estancia en París, le propuso ir a trabajar a Rusia, oferta que declinó debido a su boda. En 1783 se le confiaron los decorados y vestuario de la Ópera de París. Finalmente, en 1784 Luis XVI lo nombró "Dessinateur du Garde-Meuble de la Couronne". También fue inspector general de las manufacturas reales. 
Es muy notable su labor en España para el entonces Príncipe de Asturias, en la Casita del Príncipe del Escorial y la Casita del Labrador de Aranjuez. Propuso a Carlos III proyectos de reforma para los palacios del Pardo y El Escorial que no llegaron a ejecutarse.
Al estallar la Revolución Francesa, Dugourc pasó a España, al servicio de Carlos IV, aunque mantuvo una fábrica de textiles (asociado con Camille Pernon) y otra de naipes (asociado con Annison-Dupéron, exdirector del Imprenta Real) en la Francia revolucionaria. En 1792 dirigió la fastuosa decoración del Palacio de Godoy y fue nombrado arquitecto real de España en 1800. El Motín de Aranjuez le privó de su gran mecenas y protector.
Tras la caída del Imperio napoleónico, a los 67 años, en 1816, su antiguo patrón Luis XVIII le devolvió su cargo de diseñador del Guardamueble de la Corona, que conservaría bajo Carlos X, hasta su muerte en 1825. Sus últimas grandes obras fueron las pompas fúnebres de Luis XVI y María Antoineta y el salón del trono de Luis XVIII en el Palacio de las Tullerías.
Hombre de muchos y grandes talentos, también diseñó textiles para la fábrica de Pernon en Lyon, así como grabados y ropa.